# Sebastian Windprecht
Sebastian Windprecht, Übername der blinde Basti  (* 1767 in Augsburg; † 28. Juni 1837 ebenda), war ein Antiquar.

## Leben
Sebastian Windprecht war der Sohn eines Webers und nach seiner Geburt erblindet. Er besuchte dennoch die Schule und erlernte das Weberhandwerk, daneben fertigte er kunstvolle Papparbeiten. 1794 begründete er im Weberhaus ein Antiquariat, das er trotz seiner Sehbehinderung mit großem Erfolg leitete. Seine Kunden erkannte er an ihrer Stimme. Er beherrschte mehrere Musikinstrumente und wirkte gelegentlich bei den Hofkonzerten von Fürstbischof Clemens Wenzeslaus von Sachsen mit. Zu seinen prominenten Kunden zählten unter anderen Hanibal della Ganga, der spätere Papst Leo XII., der englische Staatsmann Robert Peel und Giacomo Casanova. Nach seinem Tod führten seine zweite Ehefrau und der Sohn Joseph († 1892) das Antiquariat weiter, dieser zog 1855 in das Anwesen in der Annastraße. Der Neffe August Vetter (1862–1923) war neben dem Antiquariat als Privatgelehrter und Heimatforscher tätig.

## Resümee
Auszug aus der Allgemeinen Deutschen Biographie, von Ludwig von Hörmann (1898):

„Im  Weberhaus in Augsburg sah man viele Jahre einen blinden Mann, welcher als Antiquar alle Bücher seines Lagers kannte, mit seltener Geschicklichkeit Bücher kaufte, rangirte, verkaufte und seine zahlreichen Kunden sofort an der Stimme erkannte…
… Obschon blind, besuchte W. doch als Knabe die Schule und zog großen Nutzen daraus; er lernte später die Weberei und Musik (mehrere Instrumente) als Autodidact sehr tüchtig. Ebenso hatte er, vom Kleinen anfangend, das Bücherantiquariat von sich selbst gelernt und darin eine bewunderungswürdige Einsicht und Gewandtheit erlangt. Dabei war Jedermann dem verständigen, freundlichen und heitern „blinden Basti“ gewogen. Zwei Mal verheirathet, hinterließ W. seiner Familie sein Geschäft, welches sein Sohn Josef W. in größerem Stile fortführte. Der am 28. Juli 1837, 70 Jahre alt, verstorbene „blinde Basti“ hat schon damals manche nekrologische Berücksichtigung erhalten und steht noch in gutem Andenken bei Vielen.“